# Markus Wheaton
Markus Levonte Wheaton (7 de fevereiro de 1991) é um jogador de Futebol Americano que joga na posição de wide receiver e kick returner no Chicago Bears da Liga Nacional de Futebol (NFL). Ele jogou futebol americano universitário na Universidade do Estado de Oregon e foi draftado pelo Pittsburgh Steelers na terceira rodada do Draft de 2013.

## Primeiros anos
Wheaton nasceu em Phoenix, Arizona. Ele estudou na Escola de Mountain Pointe e jogou para o time da escola de 2005-2007. Ele teve 23 recepções para 476 jardas e seis touchdowns em seu terceiro ano e ainda fez 49 tackles na defesa. Ele também estudou na Escola Chandler e também jogou para o time da escola. Ele fez 736 jardas em 37 recepções com quatro touchdowns.
Ele foi três vezes eleito para o melhor time de todas as regiões. Ele foi considerado como um jogador três-estrelas pelo Rivals.com, assim se tornando o 41 melhor atleta no país. Ele se comprometeu a ir para Oregon State.
Wheaton também foi um destaque na equipe de atletismo de Chadler. Ele ganhou os 200 metros rasos (21.42 s) e 400 metros rasos (47.38 s) em 2009.

## Carreira na Faculdade
Enquanto freqüentava a Universidade do Estado de Oregon, Wheaton jogou no time de futebol americano de 2009 a 2012. Em seu último ano, em 2012, ele foi escolhido para a primeira equipe da Conferência Pac-12. Durante sua carreira universitária, ele fez 227 recepções para 2,994 jardas e 16 touchdowns.
Wheaton também fez parte da equipe de atletismo da Universidade do Estado de Oregon. Ele terminou em 2º nos 100 metros de 2012, com um tempo de 10.58 segundos. Ele também foi cronometrado em 10.35 segundos nos 100 metros.

### Estatísticas na Faculdade
| Ano   | GP    | Recebendo | Recebendo | Recebendo | Recebendo | Recebendo | Recebendo | Correndo | Correndo | Correndo | Correndo |
| Ano   | GP    | Rec       | M         | Avg       | Longo     | 100+      | TD        | Att      | M        | Avg      | TD       |
| ----- | ----- | --------- | --------- | --------- | --------- | --------- | --------- | -------- | -------- | -------- | -------- |
| 2009  | 12    | 8         | 89        | 11.1      | 25        | 0         | 0         | 11       | 79       | 7.2      | 1        |
| 2010  | 12    | 55        | 675       | 12.3      | 48        | 2         | 4         | 27       | 220      | 8.1      | 2        |
| 2011  | 12    | 73        | 986       | 13.5      | 69        | 4         | 1         | 25       | 190      | 7.6      | 0        |
| 2012  | 13    | 91        | 1,244     | 13.7      | 51        | 5         | 11        | 20       | 142      | 7.1      | 2        |
| Total | Total | 227       | 2,994     | 13.2      | 69        | 11        | 16        | 83       | 631      | 7.6      | 5        |

## Carreira profissional
| Altura | Peso  | Braço  | Mão    | 40-yards | 10-yards | 20-jardas | 20-ss  | 3-cone | Salto Vertical | Salto  | BP      |
| ------ | ----- | ------ | ------ | -------- | -------- | --------- | ------ | ------ | -------------- | ------ | ------- |
| 1.80 m | 86 kg | 0.83 m | 0.23 m | 4.45 s   | 1.59 s   | 2.50 s    | 4.02 s | 6.80 s | 0.94 m         | 3.05 m | 20 reps |

### Pittsburgh Steelers
O Pittsburgh Steelers draftou Wheaton na terceira rodada, na 79 escolha geral do Draft de 2013. Ele assinou um contrato de 4 anos por $2.81 milhões, com $591,000 garantidos.

#### Temporada de 2013
Wheaton fez sua estreia na NFL no dia 8 de setembro, 2013 contra o Tennessee Titans. Em 29 de setembro de 2013, Wheaton fez o seu primeiro jogo como titular e fez 3 recepções para 26 jardas em uma derrota por 34-27 para o Minnesota Vikings. Na Semana 11, em um confronto contra o Detroit Lions, ele fez a sua melhor partida na temporada com 3 recepções para 38 jardas. Ele terminou sua temporada de estreia com 6 recepções para 64 jardas em 12 jogos.

#### Temporada de 2014
Durante a temporada de 2014, o Pittsburgh Steelers perderam o veterano wide receiver Emmanuel Sanders para o Denver Broncos. Com a perda de Sanders, foi dado um papel maior a Wheaton no sistema ofensivo.
Em 7 de setembro de 2014, ele começou jogando na abertura da temporada contra o Cleveland Browns e terminou o jogo com 6 recepções para 97 jardas. Na Semana 8, Wheaton fez 5 recepções para 56 jardas e fez seu primeiro touchdown na carreira em um vitória por 51-34 sobre o Indianapolis Colts. No jogo seguinte, ele pegou 2 passes para 62 jardas e marcou um touchdown de 47 jardas na vitória sobre o Baltimore Ravens. Ele jogou o seu primeiro jogo na pós temporada em 3 de janeiro de 2015 e fez 5 recepções para 66 jardas em uma derrota de 17-30 para o Baltimore Ravens.
Ele terminou sua segunda temporada com 53 recepções, 644 jardas e 2 touchdowns em 16 jogos.

#### Temporada de 2015[5]
Wheaton começou a temporada em uma partida contra o New England Patriots e pegou 3 passes para 55 jardas em uma derrota por 28-21. No dia 12 de outubro de 2015, ele fez uma recepção de 72 jardas para o touchdown em uma vitória por 24-20 contra o San Diego Chargers. Na Semana 12 contra Seattle, Wheaton fez sua melhor partida na carreira com 9 recepções para 201 jardas e um touchdown de 69 jardas. Em 20 de dezembro de 2015, ele continuou jogando bem e fez 6 recepções para 62 jardas e um touchdown em uma vitória de 34-27 sobre o Denver Broncos.
Wheaton terminou a temporada regular com 44 recepções para 749 jardas e 5 touchdowns, seu número de 17.0 jardas por recepção, foi o 10 maior entre os wide receivers da NFL em 2015.

#### Temporada de 2016
Wheaton disputou três jogos na temporada de 2016 fazendo quatro recepções para 51 jardas e um touchdown antes de sofrer uma lesão no ombro.

### Chicago Bears

#### Temporada de 2017
Em 10 de Março de 2017, Wheaton, assinou um contrato de dois anos com o Chicago Bears. Em 14 de Março de 2018, Wheaton fez a sua melhor partida pelo Chicago Bears depois de fazer três recepções para 41 yards.

### Estatísticas na Carreira

#### Temporada Regular
| Estatísticas na carreira na NFL |       |       |       |           |           |           |           |           |          |          |          |          |          |         |         |
| Temporada                       | Time  | Games | Games | Recebendo | Recebendo | Recebendo | Recebendo | Recebendo | Correndo | Correndo | Correndo | Correndo | Correndo | Fumbles | Fumbles |
| Temporada                       | Time  | GP    | GS    | Rec       | Yds       | Avg       | Lng       | TD        | Att      | Yds      | Avg      | Lng      | TD       | FUM     | Lost    |
| 2013                            | PIT   | 12    | 1     | 6         | 64        | 10.7      | 21        | 0         | 0        | 0        | 0        | 0        | 0        | 0       | 0       |
| 2014                            | PIT   | 16    | 11    | 53        | 644       | 12.2      | 47        | 2         | 4        | 19       | 4.8      | 12       | 0        | 0       | 0       |
| 2015                            | PIT   | 16    | 8     | 44        | 749       | 17.0      | 72        | 5         | 0        | 0        | 0        | 0        | 0        | 0       | 0       |
| 2016                            | PIT   | 3     | 2     | 4         | 51        | 12.8      | 30        | 1         | 0        | 0        | 0        | 0        | 0        | 0       | 0       |
| 2017                            | CHI   | 11    | 0     | 3         | 51        | 17.0      | 22        | 0         | 0        | 0        | 0        | 0        | 0        | 0       | 0       |
| Total                           | Total | 58    | 22    | 110       | 1,559     | 14.2      | 72        | 8         | 4        | 19       | 4.8      | 12       | 0        | 0       | 0       |

#### Temporada
| Estatísticas na carreira na NFL |        |       |       |         |         |         |         |         |          |          |          |          |          |         |         |
| Temporada                       | Equipa | Jogos | Jogos | Receber | Receber | Receber | Receber | Receber | Correndo | Correndo | Correndo | Correndo | Correndo | Fumbles | Fumbles |
| Temporada                       | Equipa | GP    | GS    | Rec     | M       | Avg     | Gnl     | TD      | Att      | M        | Avg      | Gnl      | TD       | FUM     | Perdido |
| 2014                            | PIT    | 1     | 0     | 5       | 72      | 5       | 17      | 0       | 0        | 0        | 0        | 0        | 0        | 0       | 0       |
| 2015                            | PIT    | 17.0  | 66    | 13.2    | 53      | 2       | 0       | 0       | 0        | 0        | 0        | 0        | 0        | 0       |         |
| Total                           | Total  | 3     | 2     | 12      | 119     | 9.9     | 24      | 0       | 0        | 0        | 0        | 0        | 0        | 0       | 0       |

## Vida pessoal
Wheaton é primo de Kenny Wheaton que joga como Defensive Back no Dallas Cowboys.